# Road Trips Volume 4 Number 2
Road Trips Volume 4 Number 2 je koncertní album skupiny Grateful Dead. Album vyšlo 1. února 2011 u Grateful Dead Records. Album vzniklo v East Rutherford, New Jersey ve dnech 31. března a 1. dubna 1988.

## Seznam skladeb
| Disk 1 | Disk 1                                | Disk 1               | Disk 1 |
| Pořadí | Název                                 | Autor                | Délka  |
| ------ | ------------------------------------- | -------------------- | ------ |
| 1.     | Mississippi Half-Step Uptown Toodeloo | Garcia, Hunter       | 10:10  |
| 2.     | Jack Straw                            | Weir, Hunter         | 5:19   |
| 3.     | To Lay Me Down                        | Garcia, Hunter       | 8:29   |
| 4.     | Ballad of a Thin Man                  | Dylan                | 6:52   |
| 5.     | When Push Comes to Shove              | Hunter, Garcia       | 4:50   |
| 6.     | New Minglewood Blues                  | trad., arr. by Weir  | 7:48   |
| 7.     | Cumberland Blues                      | Garcia, Lesh, Hunter | 5:51   |
| 8.     | Deal                                  | Garcia, Hunter       | 7:07   |
| 9.     | When I Paint My Masterpiece           | Dylan                | 5:00   |
| 10.    | Let It Grow                           | Weir, Barlow         | 12:06  |
| 11.    | Brokedown Palace                      | Garcia, Hunter       | 5:21   |

| Disk 2 | Disk 2                          | Disk 2                       | Disk 2 |
| Pořadí | Název                           | Autor                        | Délka  |
| ------ | ------------------------------- | ---------------------------- | ------ |
| 1.     | Scarlet Begonias                | Garcia, Hunter               | 8:05   |
| 2.     | Fire on the Mountain            | Hart, Hunter                 | 11:35  |
| 3.     | Samson and Delilah              | trad., arr. by Weir          | 6:40   |
| 4.     | Terrapin Station                | Garcia, Hunter               | 11:41  |
| 5.     | Rhythm Devils                   | Hart, Kreutamann             | 5:52   |
| 6.     | Space                           | Garcia, Lesh, Weir           | 6:22   |
| 7.     | Goin' Down the Road Feeling Bad | trad., arr. by Grateful Dead | 6:17   |
| 8.     | I Need a Miracle                | Weir, Barlow                 | 3:21   |
| 9.     | Dear Mr. Fantasy                | Capaldi, Wood, Winwood       | 4:20   |
| 10.    | Hey Jude                        | Lennon, McCartney            | 1:41   |
| 11.    | All Along the Watchtower        | Dylan                        | 4:45   |
| 12.    | Knockin' on Heaven's Door       | Dylan                        | 8:30   |

| Disk 3         | Disk 3              | Disk 3                       | Disk 3 |
| Pořadí         | Název               | Autor                        | Délka  |
| -------------- | ------------------- | ---------------------------- | ------ |
| 1.             | China Cat Sunflower | Garcia, Hunter               | 6:19   |
| 2.             | I Know You Rider    | trad., arr. by Grateful Dead | 5:37   |
| 3.             | Estimated Prophet   | Weir, Barlow                 | 12:36  |
| 4.             | Eyes of the World   | Garcia, Hunter               | 8:55   |
| 5.             | Rhythm Devils       | Hart, Kreutzmann             | 7:00   |
| 6.             | Space               | Garcia, Lesh, Weir           | 8:33   |
| 7.             | The Other One       | Weir, Kreutzmann             | 7:19   |
| 8.             | Wharf Rat           | Garcia, Hunter               | 7:55   |
| 9.             | Throwing Stones     | Weir, Barlow                 | 9:05   |
| 10.            | Not Fade Away       | Petty, Holly                 | 5:57   |
| Celková délka: | Celková délka:      | Celková délka:               | 237:34 |

## Sestava
- Jerry Garcia – sólová kytara, zpěv
- Bob Weir – rytmická kytara, zpěv
- Phil Lesh – basová kytara, zpěv
- Brent Mydland – klávesy, zpěv
- Mickey Hart – bicí
- Bill Kreutzmann – bicí